# Копитман Марк Рувімович
Марк Рувімович Копитман (нар. 6 грудня 1929, Кам'янець-Подільський — пом. 16 грудня 2011) — молдовсько-ізраїльський композитор, музикознавець і педагог. Професор (1972) і ректор (1974—1994) Академії музики і танцю імені Рубіна в Єрусалимі. Лауреат премії імені Сергія Кусевицького за твір «Голосу пам'яті» (1986). Народний артист Молдови (1992) за створення першої молдовської національної опери «Каса маре» («Велика хата»).

## Біографія

### В Радянському Союзі
Марк Копитман народився 6 грудня 1929 року в Кам'янці-Подільську (нині Кам'янець-Подільський Хмельницької області) в сім'ї лікарів. Тут навчався в загальноосвітній і міській музичних школах. У вісім років написав перший твір «Марш Будьонного».
У зв'язку з початком війни Копитмани евакуювалися з Кам'янця-Подільського в Узбекистан — до Янгіюля під Ташкентом (нині місто Ташкентської області). Тут Марк не мав на чому грати. Тільки 1944 року, коли сім'я переїхала в Саранськ, він після значної перерви продовжив заняття музикою. Далі вступив до Харківського музичного училища. Після визволення Кам'янця-Подільського Марк повернувся додому. 1947 року, за сімейною традицією, вступив до Чернівецького медичного інституту (нині Буковинський державний медичний університет). Водночас продовжив здобувати музичну освіту, навчаючись у Чернівецькому музичному училищі по класу фортепіано. Його він закінчив за три роки — 1950 року. У 1950—1952 роках викладав теоретичні предмети в Чернівецькій музичній школі.
1952 року Копитман із відзнакою закінчив Чернівецький медичний інститут. За п'ять років навчання в Чернівцях Марк Копитман написав чимало творів. Тож йому порадили поїхати на консультацію до Москви, де з творами композитора-початківця ознайомилися Дмитро Шостакович, Вісаріон Шебалін, Арам Хачатурян. Йому рекомендують вступати до Державного музично-педагогічного інституту імені Гнесіних (нині Російська академія музики імені Гнесіних). Закінчивши медінститут, Копитман так і зробив. Але навчання в Москві довелося відкласти, оскільки Марк Рувімович як дипломований лікар мав відпрацювати за фахом. У 1952—1954 роках він працював лікарем районної лікарні у Брюховичах біля Львова.
Одночасно Копитман навчався у Львівській консерваторії по класу композиції та теорії музики у професора Романа Сімовича. Закінчивши консерваторію, 1955 року вступив до аспірантури при Московській консерваторії в клас композиції професора Семена Богатирьова. 1958 року захистив кандидатську дисертацію «Про канонічні імітації» з теорії композиції і був направлений викладачем композиції та теорії музики в Алма-Атинську консерваторію. У 1963—1972 роках викладав композицію і теорію музики в Кишинівському інституті мистецтв імені Гаврила Музіческу.
З ранніх творів Копитмана виділяються:
- симфонічна поема «Перекази старої фортеці» (1954),
- симфонія в чотирьох частинах (1956),
- «Пісні про ув'язнення та боротьбу» на вірші Ніколаса Гільєна (1957),
- хоровий цикл «За даллю даль» на вірші Олександра Твардовського (1960),
- цикл дитячих пісень (1959—1964),
- вокальний цикл на вірші Сільви Капутікян «Пісні важкої любові» (1964),
- п'єси для квартету на основі буковинського (1956) і казахського (1962) фольклору.

За роки життя в Кишиневі молдовською мовою Копитманом були створені:
- ораторія «Пісні Кодр» на слова Віктора Телеуке (1965),
- хорова композиція «Сорок років» на слова Віктора Телеуке для змішаного хору (1964),
- опера «Каса маре» (вітальня) у двох актах для солістів, хору і оркестру на лібрето Віктора Телеуке за п'єсою Іона Друце (1966—1968, перероблена у вигляді двох сюїт з опери в 1980 та  1999),
- хорова композиція «Десять молдовських народних пісень» (1966—1972).

1972 року написав симфонічну поему Soare куб dinţi (Соар ку Дінця) на вірші  молдовського поета Міхая Чиботару, яку він переробив вже в Ізраїлі 1994 року. За мотивами молдовської народної музики створені «Шість молдовських мелодій» (1965). У 1964—1965 роках був написаний «Другий квартет» на єврейську тематику пам'яті батька, в 1968, 1981 і 1992 роках перероблений для віолончелі та струнного оркестру під назвою «Кадиш» (поминальна молитва), синфонієта і концертино.
З кінця 1960-х років Копитман почав поєднувати традиційні елементи з авангардистськими засобами композиції (алеаторику, сонористику), що знайшло відображення вже в його «Концерті» (1970) і «Незакінчені віршах» (1969) на тексти поетів, що загинули на війні, — Мірзи Геловані, Владислава Занадворова, Хазбі Калоєва і Миколи Майорова.
У ці роки російською мовою були видані теоретичні роботи Копитмана:
- «Про канонічні імітації» («Радянська музика», 2, 1958),
- «Множинні канони і канонічні послідовності» (Питання музикознавства, 3, 1961),
- «Симфонічна музика» (у збірнику «Нариси з історії казахської музики», 1962),
- «Теоретичні роботи С. С. Богатирьова» (Москва, 1972),
- підручник «Хорова композиція» (Москва: Радянський композитор, 1965),
- книги:
  - «Музичні форми і жанри» (Алма-Ата, 1959),
  - «Про поліфонію»: Копытман М. Р. О полифонии. — Москва, Советский композитор, 1961. — 67 с. — (В помощь руководителям художественной самодеятельности и преподавателям музыки в общеобразовательных школах),
  - «Хорове письмо» (Москва, 1971).

### В Ізраїлі
1972 року Копитман переїхав в Ізраїль, де його призначили професором композиції в Академії музики й танцю імені Рубіна в Єрусалимі. 1974 року Копитмана обрали завідувачем кафедри теорії музики та композиції і ректором Академії. На цій посаді він перебував до 1994 року. 1991 року заснував камерний ансамбль «Дорон» для виконання творів композиторів XX століття.
В Ізраїлі Копитман написав:
- «Жовтневе сонце» для мецо-сопрано та оркестру на вірші Ієгуди Аміхая (1974),
- «Голоси» для сопрано, фортепіано та оркестру (1974—1975),
- балети «Монодрама» для трупи «Бат-Шева» (1975) і «Призма» для трупи «Бат Дор» (1976),
- музику до вистави про героїню Опору в Угорщині Ханне Сенеш «Крила» (1979),
- вокаліз для мецо-сопрано та оркестру «Ротації» (1979);
- цикл «Cantus» (I—VII, 1984—2002) для струнного тріо, для віолончелі з оркестром, для альта з оркестром та інших інструментів;
- «Голос пам'яті» на основі фольклору єменських євреїв (1981, премія імені Сергія Кусевицького, 1986),
- камерну оперу «Камерні сцени з життя Зюскінда з Трімберга» (1982—1983) про пригоди єврейського мінезінгера, поета і лікаря першої половини XIII століття з Баварії на лібрето Рехи Фрайер (1892—1984) для солістів, хору, танцюристів і оркестру;
- серію хорових творів на вірші Йехуди Аміхая («Врата без стін», 1975; «Розсіяні рими», 1988; «Пам'ятай про кохання», 1989) і на вірші єврейських поетів давнини і середньовіччя, а також Едмона Жабеса («Листи про Створення», 1987;
- «З єврейської поезії», 1996);
- вокальні цикли на вірші середньовічного кабаліста Авраама Абулафія (1240—1291) «Кола» (1986) , Едмона Жабеса «Вісім сторінок» (1989), Йонатана Ратоша «Піти» (1989) і «Якщо є сьомі небеса» (2001), Давида Фогеля «Три ночі» (1996).

Англійською мовою були опубліковані роботи:
- «Крок Графік» (посібник з аналізу та композиції на основі симетричних варіантів — додекафоніческіх і вольносочіненних, Єрусалим: Юніпресс, 1974, друге видання — Єрусалим: Єрусалим Академії Музика і танці, 2000),
- «Повороти — Перетворення і кроку Графік» (Ротації, 1975),
- «Таємниця Контрапункту Баха» (секретний контрапункт Баха, 1985),
- чотири томи етюдів по композиції «Дослідження в склад» I—IV (1982—2002): «О Heterophony» (про гетерофонія), «симетричного режиму» (симетричні лади), «Композиція з блоками» ( композиція блоками), «Про Написання Мелодія» (про твір мелодії).

Серед учнів Копитмана — Освальдо Голіхов.

## Дискографія
Див повний список тут.
- Марк Копитман. Шість  молдовських мелодій для симфонічного оркестру (також А. Муляр, Урочиста увертюра в сі-бемоль мажор Г. Ешанов та І. Шварцман, Чотири п'єси на гагаузькі. Теми). Довгограюча грамплатівка (33Д 21819-20). Москва: Мелодія, 1968.
- Струнний квартет № 2. Довгограюча грампластіка. Москва: Мелодія, 1966.
- Марк Копитман: Чотири композиції з  Гарі Бертіні. «Пам'ять» (1981) для симфонічного оркестру, «Cantus II» (1980) для скрипки, альта і віолончелі; «Обертання» (1979) для голосу та симфонічного оркестру, «Оплакування» (1973) для флейти соло. Тель-Авів: Ізраїль Музичного інституту 01-2094.
- Марк Копитман: Оркестрова музика з Камерата Єрусалим (диригент Авнер Бірон). «Крім усього цього» (1997) для камерного оркестру, «Кадиш» (1982) для альта і струн, «Музика для струнних» (1988) у трьох частинах. Тель-Авів: Ізраїль музичному інституті 1929-03.
- Марк Копитман: Chamber Music Live. «Струнний квартет № 3» (1969), «Про Старий Tune» (1977) для скрипки, альта, віолончелі та фортепіано; «Aliterations» (1993) для фортепіано; «Tenero» (1993) для віолончелі соло, «Кадиш» (1982) для віолончелі і рядків. JMC SP 05.
- Марк Копитман: Вокальна музика у виконанні Миру Зака. «Жовтень Сонця» (1974) для голосу і камерного ансамблю, «Вісім сторінок» (1989) для голосу соло, «Кола (Життя світі прийдешньому)» (1986) для голосу і камерного ансамблю, «Три ночі» (1996) для голосу і камерного ансамблю, «Обертання» (1979) для голосу та симфонічного оркестру. Тель-Авів: Ізраїль Музичного інституту CD 06.
- Марк Копитман: Оркестрова музика проведеного  Менді Родан. «Жовтень Сонця» (1974) для голосу і камерного оркестру, «Про і Старий Tune» (1977) для двох гобоя і камерний оркестр, «Голоси» (1975) для голосу, флейти та оркестру.
- Єгуда Аміхай — Поезія / Марк Kopytman — Музика. Жовтень Пн (1974) для голосу і камерного ансамблю. Мінлива Rhymes (1988) для змішаного хору і камерного оркестру.

## Нотні видання
- За даллю даль-: поема для мішаного хору без супроводу (слова О. Твардовського). Москва: Радянський композитор, 1961.
- Дві мініатюри на  казахські народні теми для двох скрипок, альта і віолончелі. Ленінград: Радянський композитор, 1962.